# آستین رایت
آستین مک‌گیفرت رایت (انگلیسی: Austin McGiffert Wright؛ ۶ سپتامبر ۱۹۲۲ – ۲۳ آوریل ۲۰۰۳) رمان‌نویس، منتقد ادبی و مؤلف اهل ایالات متحده بود. او استاد بازنشسته انگلیسی در دانشگاه سینسیناتی بود. در سال ۲۰۱۶ فیلمی اقتباسی از رمان تونی و سوزان او به‌نام حیوانات شب‌زی ساخته شد.